# Magyar Egyetemisták és Főiskolások Szövetsége

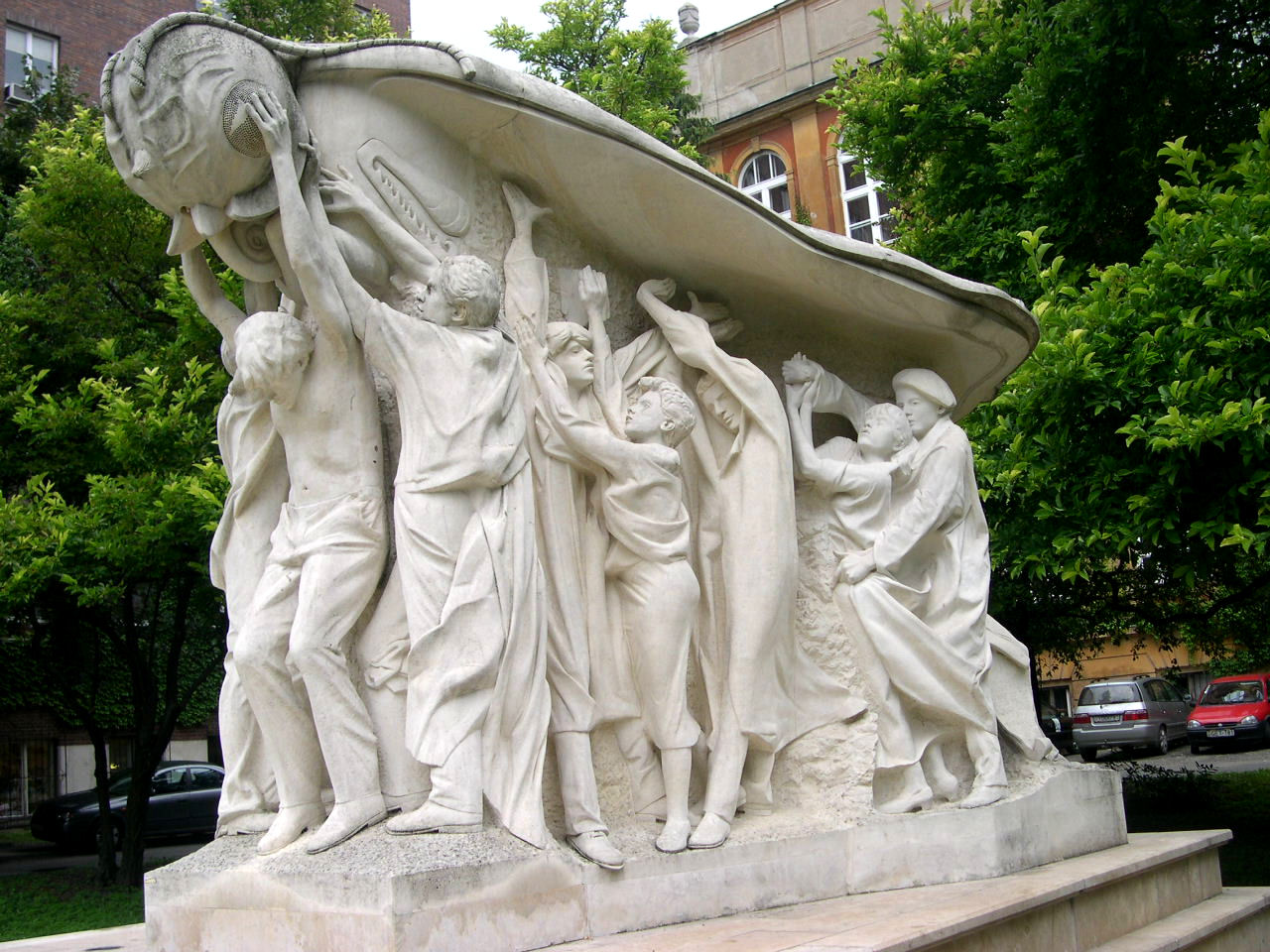
Az 1956-os emlékmű Szegeden, A szabadság pillangóját 19 fiatal megformázott alakja hordozza. Melocco Miklós (továbbá Balogh Miklós, Benke Zoltán, Guth Viktor, Király Lőrinc és Párkányi Ráab Péter) alkotása (1997)

A Magyar Egyetemisták és Főiskolai Egyesületek Szövetsége, vagy MEFESZ ifjúsági szervezet volt 1956-ban, amely megtörve a Kommunista Ifjúsági Szövetség egyeduralmát, kulcsszerepet töltött be a forradalom követeléseinek kidolgozásában, a forradalom és szabadságharc hangulati előkészítésében és elindulásában, mert a forradalom követelései először Szegeden, a MEFESZ 1956. október 20-ai nagygyűlésén fogalmazódtak meg.
A szervezet neve helyesen: Magyar Egyetemi és Főiskolai Egyesületek Szövetsége (MEFESZ).

## A MEFESZ előtörténete
A Magyar Demokratikus Ifjúsági Szövetség kezdeményezésére 1945. augusztus 8—12. között zajlott le Balatonlellén az egyetemi és főiskolai diákvezetők országos konferenciája.
Az itt megjelent 120 résztvevő egységes egyetemi és főiskolai diákszervezet koalíciós összetételű Ideiglenes Központi Intéző Bizottságot (IKIB) választott. Bár a MEFESZ név később vált elfogadottá, de a Magyar Egyetemi és Főiskolai Egyesületek Szövetsége lényegében ettől kezdve számítja működését.
A MEFESZ nemzetközi elismerését jelezte a Nemzetközi Diákszövetség (NDSZ) alakuló kongresszusára szóló meghívás 1946 augusztus végén Prágába.
A felsőoktatás demokratizálására tett újabb intézkedések, például a nők egyetemi továbbtanulásának biztosítása, a tandíjak, laboratóriumi díjak mérséklése, az egyetemi munkástanfolyamok beindítása – a MEFESZ érdekvédelmi funkciójának a megerősítését is jelentették. A MEFESZ szervezeti megerősödéséhez, a tudatos feladatvállaláshoz hozzájárult, hogy 1948. március 15-én megindulhatott az egyetemi ifjúság lapja, a Fiatal Magyarország.
A MEFESZ átalakulását a külső politikai feltételek már 1948-ban felgyorsították. Létrehozták a Magyar Ifjúság Népi Szövetségét (MINSZ), amely öt, formálisan önálló rétegszervezetet, köztük a MEFESZ-t, fogott össze. Alapvető céljának az egységes magyar ifjúsági szervezet megteremtését tekintette, melyet első lépésben a rétegszervezetek belső egységesítésével, azok kommunista jellegének megerősítésével kívántak megvalósítani. A szövetség elnöke Nonn György, főtitkára Hollós Ervin lett, mindketten kommunisták.
1948 májusában az V. diákparlament abban úgy döntött, hogy a szervezet neve MEFESZ marad, azonban a rövidítés a Magyar Egyetemisták és Főiskolások Egységes Szervezete elnevezést fedi, vagyis a korábbi kari, egyetemi egyesületek szövetsége helyett ettől kezdve minden egyetemista csak ebbe a szervezetbe léphetett.
Szervezetileg 1948 őszétől a MEFESZ a MINSZ főiskolai tagozatává alakult. Tevékenységében a tanulás segítése, a tanulmányi munka egyéni számonkérése és a közösség szervezése lett a meghatározó. A MEFESZ szervezeti élete a tanulókörök kiépítését követően minden évfolyamon csak a tanulmányi munkára épült. E tevékenységet 1949 elején új elemekkel töltötte meg az egyetemi reform, melynek értelmében szovjet gyakorlat alapján hazánkban is szétválasztották a bölcsészettudományi és a természettudományi szakok szerinti tanárképzést, s megtörtént a karok szerinti különválás is. A szociális összetétel megváltoztatása is állami feladattá vált, s ebben a ideológiai-politikai munkában a MEFESZ-szervezetek aktív szerepet vállaltak.

## A kezdet
A szegedi hallgatók új érdekképviseleti szervezete végül 1956. október 16-án jött létre, amikor a Bölcsészettudományi Kar nagyelőadójában, az Auditórium Maximumban tartott nagygyűlésen kiváltak a hivatalos kommunista ifjúsági szervezetből, a DISZ-ből. Korábban – emlékszik vissza Kiss Tamás – "csakis és kizárólag a DISZ, mint ifjúsági szövetség létezett, aminek mindenki kötelezően a tagja volt. Ez a DISZ-élet abból állt, hogy havonta egyszer a DISZ-titkár elmondott valami szentenciát a Szabad Népből, vagy valami brosúrát felolvasott."
Ebben az évben azonban már a szemesztert is izgatott hangulatban kezdték a diákok, és megtörtént az is, amit korábban nem mertek volna: politikai kérdéseket vitattak meg egymás közt. Október 16-án az egyetem hallgatói még a DISZ által összehívott gyűlésen Kiss Tamás és Lejtényi András joghallgatók a még üres elnöki asztalhoz állva azt javasolták: alakítsanak független szervezetet.
A már amúgy is forró hangulatban érkező mintegy ezer diák a javaslaton kapva el is határozta, hogy ifjúsági érdekvédelmi szervezetet hoznak létre .
A következő ülésen, október 20-án, a zsúfolásig megtelt Aud. Max-ban elfogadták a szervezeti szabályzatot valamint azokat a követeléseiket, amelyekben már az oktatást érintőeken túl politikai célokat is megfogalmaztak. A gyűlésről a Magyar Rádió hangfelvételt is készített. A levezető elnök a népszerű professzor, Perbíró József lett, akit napokkal később a szegedi Forradalmi Nemzeti Bizottság elnökévé választottak. Felszólalt Baróti Dezső rektor és Fodor Gábor akadémikus is.
A MEFESZ szegedi vezetői Kiss Tamás, Lejtényi András, Tóth Imre és Gönczöl Dezső lettek.

## A mozgalom az egész országra átterjed
Október 22-én, a forradalom kitörése előtti napon csatlakoztak a MEFESZ-hez a budapesti, miskolci, pécsi, gödöllői és soproni diákgyűlések. A budapesti nagygyűlés vendége volt a szegedi Kiss Tamás joghallgató is.
A MEFESZ így fogalmazta meg célját: "A szövetség célja, hogy az egyetemekről és főiskolákról kikerülő ifjúság, mely a nemzet agyát van hivatva képviselni, ne közönyös passzív tömeg, ne gyáva, gerinctelen és önző réteg legyen, hanem népéért, hazájáért, boldogabb jövőnkért harcoló bátor, lelkes sereg. Ne riadjon vissza az igaz szó kimondásától, hanem képzettségével, tudásával, tehetségével népünket, hazánkat szolgálja."
Marosán György miniszterelnök-helyettes, az MDP Politikai Bizottságának tagja így reagált: "Elvileg egyetértek, de vigyázni kell, nehogy az egyetemi stricik hangulata átmenjen kommunista- és szovjetellenes támadássá."

## A követelések
Kevéssé ismert tény, hogy a forradalom követelései először nem Budapesten, hanem Szegeden, a MEFESZ ülésén fogalmazódtak meg az október 20-ai nagygyűlésen. Ekkor elsősorban az oktatás reformjával kapcsolatos elvárásoknak adtak hangot, de már fontos politikai követelések is megfogalmazódtak. A MEFESZ fogalmazta meg azon – több változatban ismert – pontok gerincét, amelyek később az 1956-os forradalom 16 pontjaként váltak ismertté.
1. Az egyetemi ifjúság káderezését a párt augusztusban hozott értelmiségi határozatának szellemében végezzék.
2. A Szegedi Egyetem – mint újság – az egyetemi és főiskolai hallgatók sajtóorgánuma legyen, ez tükröződjék tartalmában és formájában.
3. A diákjóléti bizottságba küldendő tagot a kari gyűlések válasszák.
4. Követeljük a szabad elvi viták rendezésének jogát.
5. Túlterhelések megszüntetése:
a./ a nőhallgatók számára töröljék el a honvédelmi oktatást, a férfi hallgatók óraszámát heti 2 órára csökkentsék
                  b./ a nem szaktárgyakból megfelelt – nem megfelelt minősítés legyen
                  c./ a marxizmus oktatását szabadítsák meg a dogmatizmustól, a minősítés megfelelt – nem megfelelt legyen. Kevesebb kötelező órát, több speciál kollégiumot
6. a./ Szálló és lakásügyben lakásügyi bizottságot hozunk létre, mely megállapítja a lakások maximális bérét.
               b./ A szálló igazgatójának kinevezésénél az ifjúság képviselőjének vétójoga legyen.
               c./A felszabaduló középületekből az igények szerint diákszállókat hozzanak létre.
7. a./ Külföldi utazások szervezése keletre és nyugatra.
                 b./ 50%-os utazási kedvezményt követelünk belföldi utazásokra
8. Általános jegykedvezményt követelünk minden kulturális rendezvény minden előadására: mozi, színház, hangverseny stb.
9. A zenei szakiskola főiskolai jellegének elismerését követeljük, a hallgatók számára rendes egyetemistákat megillető jogokat követelünk.
10. A védőnőképző főiskolai jellegének elismertetése, és a hallgatók számára rendes főiskolásokat megillető jogokat.
A politikai követelések a következők:
1. Követeljük, hogy állítsák bíróság elé azokat, akik felelősek az elmúlt időszak bűneiért, és e tárgyalásoknak a legnagyobb nyilvánosság előtt kell lefolyniuk.
2. Követeljük a tájékoztatás szabadságát, a sajtó mindenben hozzon részletes beszámolót és fűzzön hozzá kommentárt.
3. Követeljük, hogy Nagy Imrét és Lukács Györgyöt válasszák be a központi vezetőségbe.
4. Bérügyi reformot követelünk. Állapítsák meg az államtól származó összjövedelem felső határát, és gyorsítsák meg az alacsony bérek felemelésének ütemét.
5. Követeljük a halálbüntetés eltörlését, politikai bűncselekményekben.
6. Új alapokra fektetett, szabad demokratikus választási rendszert követelünk.
7. Követeljük, hogy az egyetemi ifjúság nagyobb részt kapjon az ország politikai és egyéb ügyeinek intézésében.
A forradalmat kezdő 1956. október 23-ai műegyetemi tüntetés a MEFESZ követeléseivel indult útjára.

## A MEFESZ későbbi tevékenysége
Október 27-étől Szegeden megalakultak a helyi munkástanácsok és megválasztották a Városi Forradalmi Bizottságot, mely elnökségében Perbíró József képviselte az egyetemet és Ács Vilmos főiskolai hallgató a MEFESZ-t. Október 30-án alakult meg az egyetem Forradalmi Tanácsa. Október 31-én az Aud. Max-ban egy újabb nagygyűlésen a Budapestről visszatért Kiss Tamás és Tóth Imre beszámolója után elhatározták az egyetemi nemzetőrség felállítását, mely főparancsnokságát a Juhász Gyula Diákotthonba helyezték. A Szeged Népe november 4-i száma 3. oldalán a városi Forradalmi Bizottság felhívást tett közzé, hogy azok az egyetemisták, aki még a városban vannak, csatlakozzanak az egyetemi zászlóaljhoz.
A szovjet harckocsizók november 5-én elfoglalták a várost. A hónap folyamán A MEFESZ tagjai a még működő munkástanácsokkal együttműködve az új Kádár-kormányellenes és a sztrájkra felszólító röplapokat készítettek és terjesztettek, ezért aktivistáik közül többeket már decemberben letartóztattak. A tanítás az egyetemeken csak január 14-én indult meg.

## A megtorlás
A szegedi diákok vezetői közül a forradalom eltiprását követő megtorlás során Kiss Tamás első fokon nyolc év börtönbüntetést kapott, amit 1959-ben öt évre csökkentettek. Tóth Imre büntetése államtitok-sértéssel súlyosbítva tíz év, másodfokon hat év volt. A megtorlás során Perbíró József professzort életfogytiglani börtönbüntetésre, Baróti Dezső szegedi rektort egy év börtönre ítélték.

## Utóélete
2000-től a Szegedi Tudományegyetem hivatalos ünnepe "A hallgatói önkormányzatiság és az egyetemi autonómia napja", október 16-án, a MEFESZ megalapításához vezető első ülés évfordulója. Ezen a napon adja át a Hallgatói Önkormányzat a Hallgatói mozgalomért emlékérmet. Az érmet elsőként, 2001-ben, dr. Kiss Tamás, a MEFESZ egykori vezetője, és dr. Perbíró József egykori dékánhelyettes vehették át.
2016. október 14-én a HÖOK Közgyűlése Kiss Tamást, a MEFESZ alapító-elnökét tiszteletbeli elnökének választotta meg.

## Ajánlott irodalom
- Lipták, Béla. 35 nap: A testament of revolution: 1956. Budapest: BBS-INFO. 963 86288 9 8 (2003)
- szerk.: Jenei Károly: A forradalom előjátéka: a szegedi MEFESZ dokumentumai 1956 október 16-tól. Budapest: 56-os Magyarok Világszövetsége (1994)
- Bálint, László. 1956: a forradalom Szegeden és Csongrád megyében. Budapest: Magyarok Világszövetsége 1956-os Bizottsága (1996)
- Bálint, László. 1956: a forradalom Szegeden. Szeged: Magyar Politikai Foglyok Szövetsége (2000)
- Bálint, László. Kováts József 1926-1958. Szeged: Belvedere Meridionale
- Nagy, István. „…a fiatal szívek forradalma.” – a szegedi pedagógiai főiskolások 1956-ban. Szeged: Bába Kiadó (2005)
- Újszászi, Ilona. A Szabadság pillangója. Szeged: Belvedere Meridionale (2006)
- Vida, Mihály. Három hét boldogság. Szeged: Belvedere Meridionale (2006)
- Péter, László. 1956 előtt, alatt, után. Szeged: Belvedere Meridionale (2006)
- szerk.: Tandi Lajos: A forradalom bölcsőhelye – A forradalom bölcsőhelye. Bába Kiadó, Szeged megyei Jogú Város (2006)
- Perbíró, József. 1956 Szegeden – Emlékeimben – Szeged. Szeged: Belvedere Meridionale (2002)
- szerk.: Döbör András, Kiss Gábor Ferenc, Zakar Péter: Az 1956-os szabadságharc és utóélete (1956-1990). Szeged: Belvedere Meridionale (2007)
- szerk.: Bencsik Péter: „Mi, szegediek megtettük az első lépést…”. Szeged: Universitas (2008)
- Bálint, László. A forradalom virradata – A szegedi MEFESZ története, 1956. Szeged: Bába Kiadó (2008)
- Tanulmányok a MEFESZ történetéből, 1945–1948; szerk. Molnár János; FPK, Budapest, 1981 (Felsőoktatástörténeti kiadványok)
- ifj. Sarkady Sándor: A soproni MEFESZ az 1956-os forradalomban. A soproni főiskolások és egyetemisták szerepe a forradalomban; NYME, Sopron, 2006 (A Nyugat-magyarországi Egyetem Központi Levéltárának kiadványai)
- "Mi, szegediek megtettük az első lépést...". Konferencia a MEFESZ megalakulásának 50. évfordulóján. Szeged, 2006. október 17-18.; szerk. Bencsik Péter; Universitas Szeged, Szeged, 2008
- Bálint, László. Ki kicsoda? – 1956-ban a forradalomban és a megtorlásban Szegeden és Csongrád megyében. Szeged: Magyar Politikai Foglyok Szövetsége (2006)
- Jancsák Csaba: Az 1956-os forradalom indítószikrája – a szegedi MEFESZ; Belvedere Meridionale, Szeged, 2016 (A Magyar Tudományos Akadémia Szegedi Területi Bizottsága Szociológia Munkabizottságának kötetei)
- A Magyar Egyetemisták és Főiskolások Szövetsége, 1956. Életútinterjúk tükrében; riporter, szerk., jegyz. Jancsák Csaba; Belvedere Meridionale, Szeged, 2016 (Szemtanú)
- Haág Zalán István: Ifjúsági mozgalmak a szegedi felsőoktatásban az 1956-os forradalom előtt, alatt, után; Emlékpont, Hódmezővásárhely, 2020 (Emlékpont könyvek)

## Külső hivatkozások
- A forradalmi szikra: MEFESZ, Jancsák Csaba írása
- A szegedi hallgatói mozgalmakról
- A MEFESZ szegedi emléktáblája, egy megemlékezés
- Magyar Egyetemisták és Főiskolások Szövetsége
- Lipták Béla: A (műegyetemi) MEFESZ megalakulása és a 16 pont
- Mefesz.hu